# Dudgeonea
Dudgeonea là đơn chi bướm đêm thuộc họ Dudgeoneidae. Chi này gồm sáu loài phân bố rải rác ở Cựu Thế giới từ Châu Phi và Madagascar đến Úc và New Guinea.

## Sinh học
Chi này ít được nghiên cứu, nhưng các loài ở Úc Dudgeonea actinias, là loài đục thân các cây Canthium attenuatum (Rubiaceae).